# ペドロ・ガブリエウ・ペレイラ・ロペス
ペドリーニョ（Pedrinho）ことペドロ・ガブリエウ・ペレイラ・ロペス（ポルトガル語: Pedro Gabriel Pereira Lopes、1999年11月10日 - ）は、ブラジルのサッカー選手。ポジションはFW。

## クラブ歴
サンパウロに生まれ、グレミオ・エスポルチーヴォ・オザスコの下部組織在籍時に活躍していたため、提携クラブであるグレミオ・オザスコ・アウダックスに移籍。2017年7月23日、17歳でコパ・パウリスタに途中出場し選手初出場となった。
2017年8月に翌年末までの契約でカンピオナート・ブラジレイロ・セリエB所属のオエステFCに期限付き移籍。10月7日のセリエBでベチーニョに代わって途中出場し、全国リーグ初出場となった。2018年にはレギュラーを掴み、3月17日にはカンピオナート・パウリスタ・セリエA2で初得点を記録。カンピオナート・パウリスタへの昇格に貢献した他、セリエBでも降格を免れる貢献を見せた。
2019年はアウダックスに復帰したが、2月にオエスチは彼の保有権を買い取り、2024年までの契約を結んだ。5月7日にアトレチコ・パラナエンセに期限付き移籍し、当初はU-23チームに割り当てられたが、夏にはトップチームに昇格した。2020年8月10日にアトレチコ・パラナエンセに完全移籍したが、11月には期限付き移籍でオエスチに戻った。
2021年3月にレッドブル・ブラガンチーノに完全移籍した。2022年2月にアトレチコ・ミネイロに期限付き移籍した。
同年9月8日、500万ユーロの移籍金でロシア・プレミアリーグのFCロコモティフ・モスクワに4年契約で完全移籍した。しかしペドリーニョの名前はロシア語ではホモフォビアに対する侮蔑的表現を想起させる発音であったため、シャツにペドリーニョと記す事は認められなかった。